# سهيل النوبي
سهيل النوبي (مواليد 9 يناير 1996) لاعب كرة قدم إماراتي يجيد اللعب في الجناح مع نادي بني ياس في دوري الخليج العربي الإماراتي .

## روابط خارجية
- سهيل النوبي على موقع Soccerway.com (الإنجليزية)